# Mortes em agosto de 2024
Mortes em 2024: ← Janeiro – Fevereiro – Março – Abril – Maio – Junho – Julho – Agosto – Setembro – Outubro – Novembro – Dezembro →
Esta é uma relação de pessoas notáveis que morreram durante o mês de agosto de 2024, listando nome, nacionalidade, ocupação e ano de nascimento.

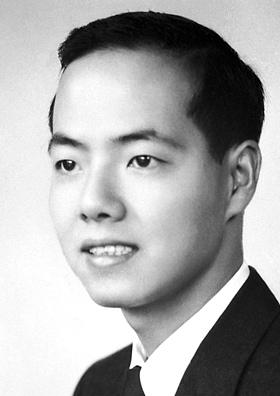
Tsung-Dao Lee, físico chinês.

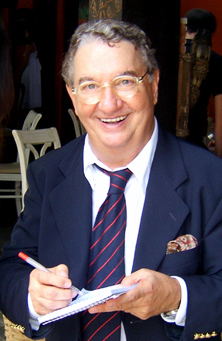
Caçulinha, músico e compositor brasileiro.

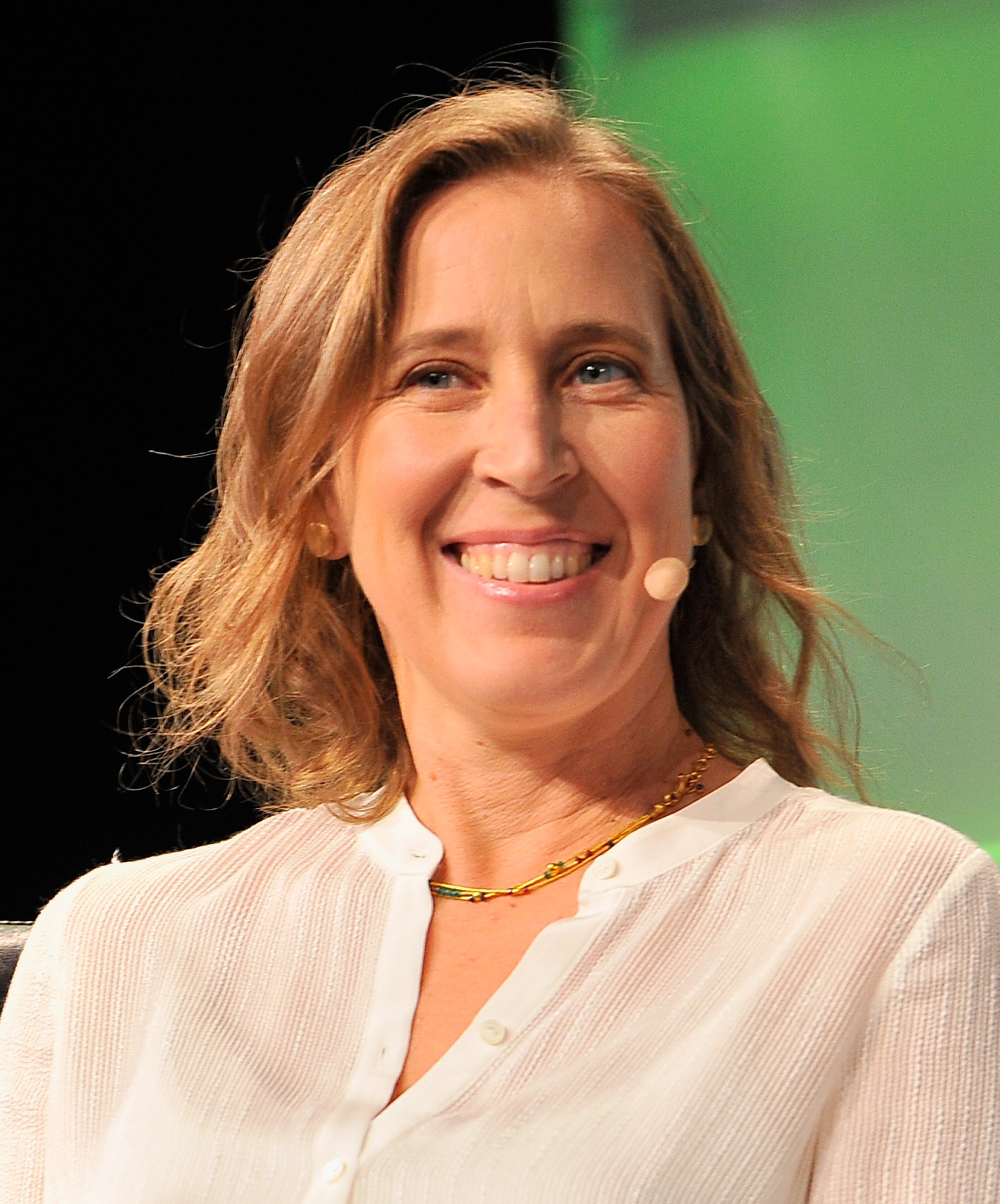
Susan Wojcicki, executiva de negócios estadunidense.

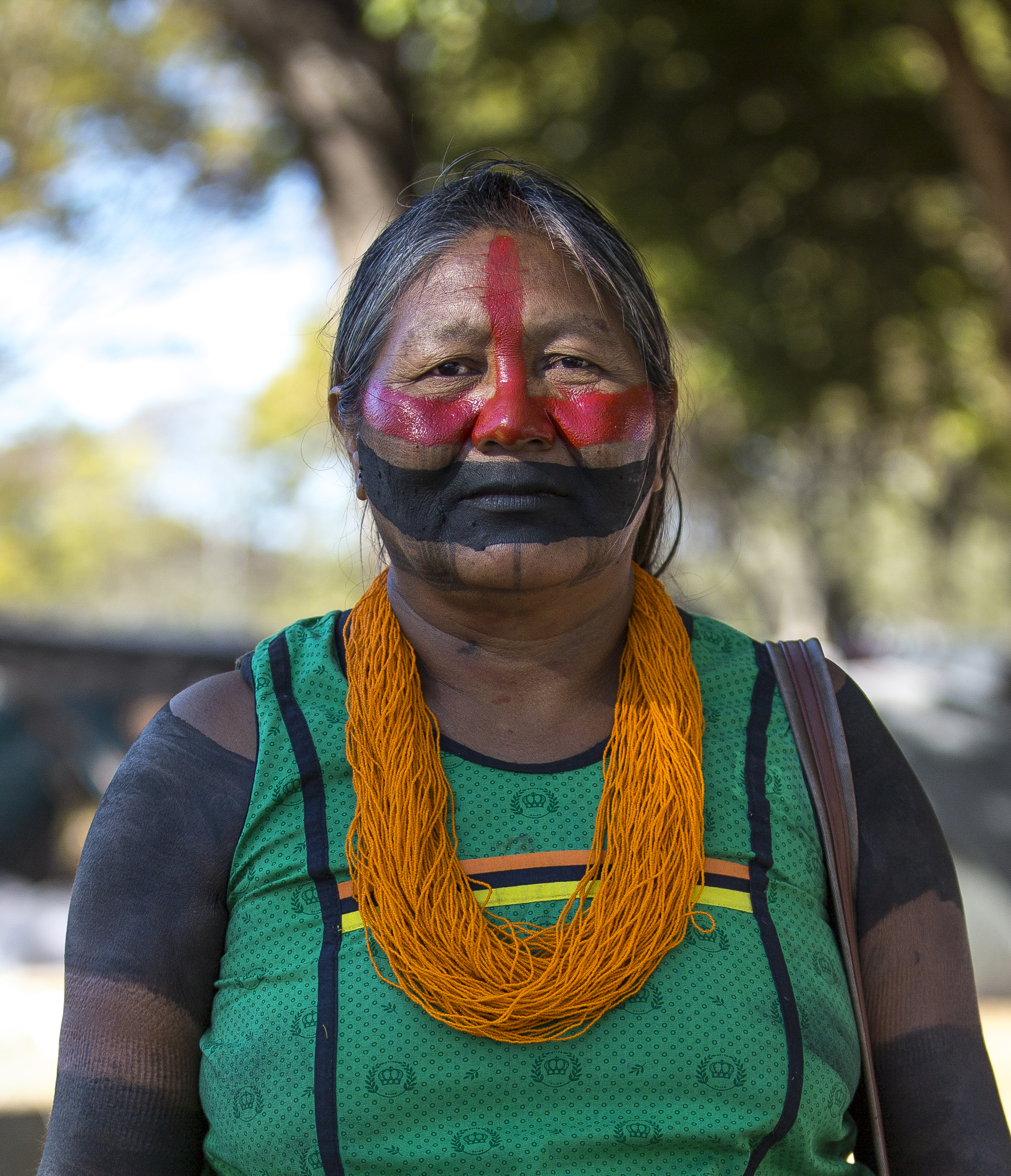
Tuíre Kayapó, ativista brasileira.

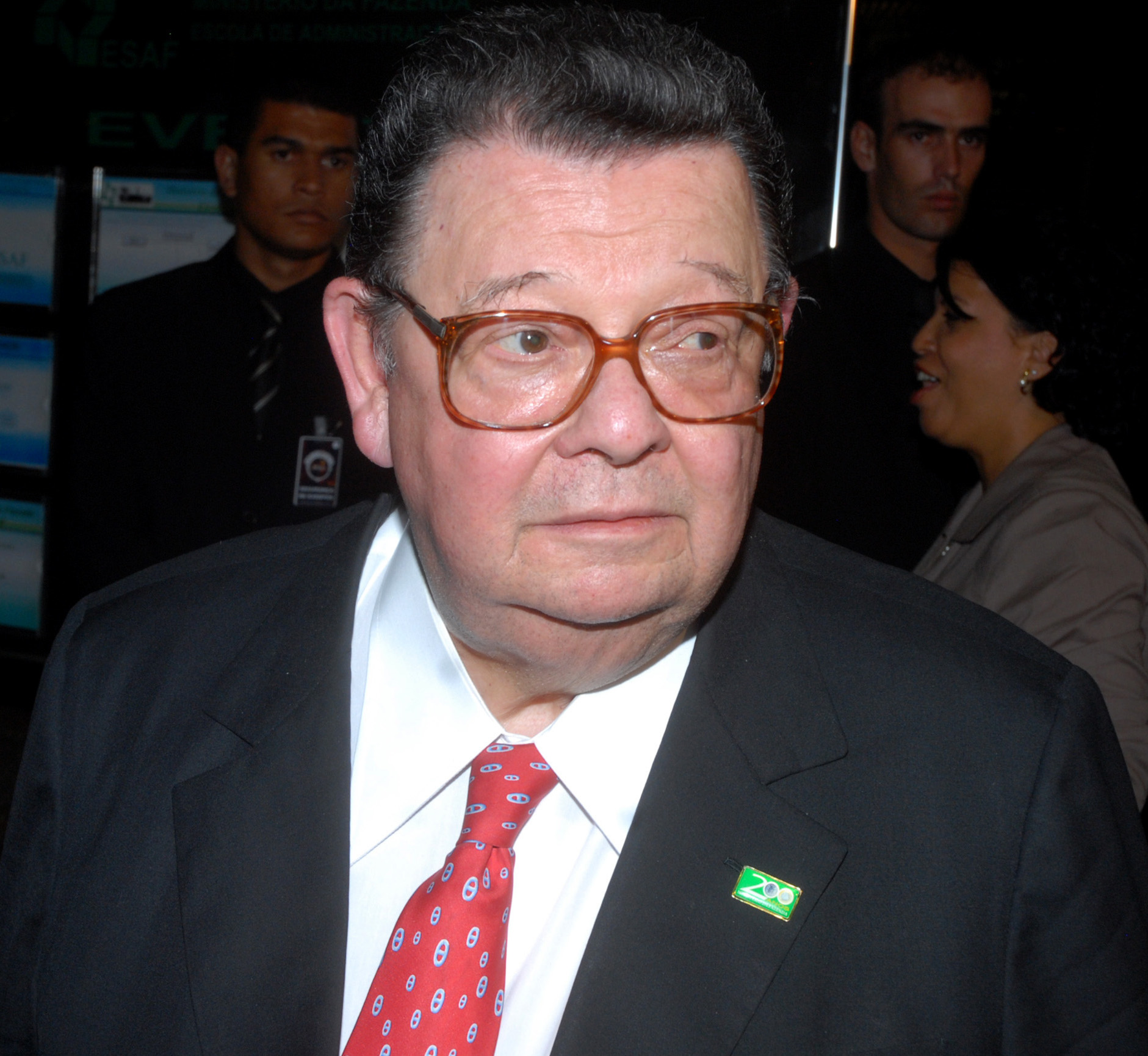
Delfim Netto, economista e político brasileiro.

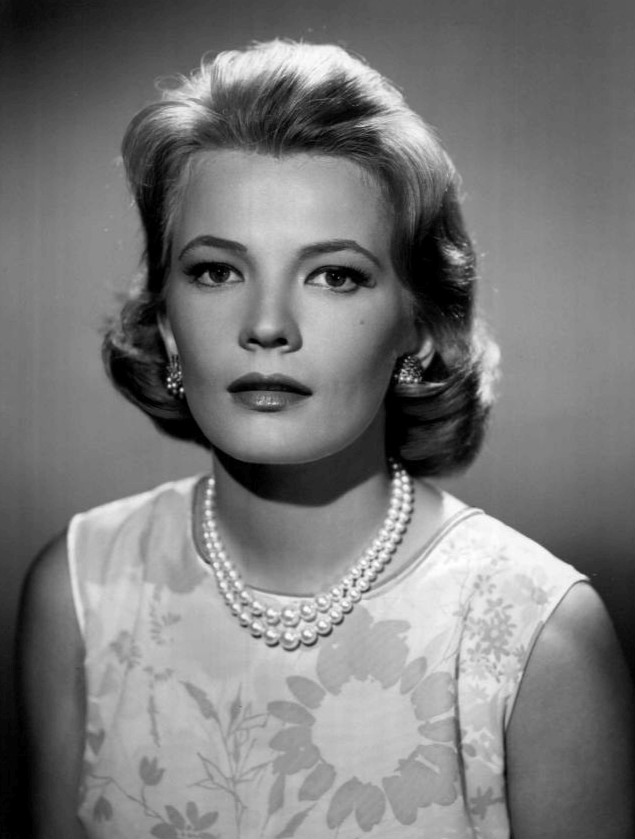
Gena Rowlands, atriz estadunidense.

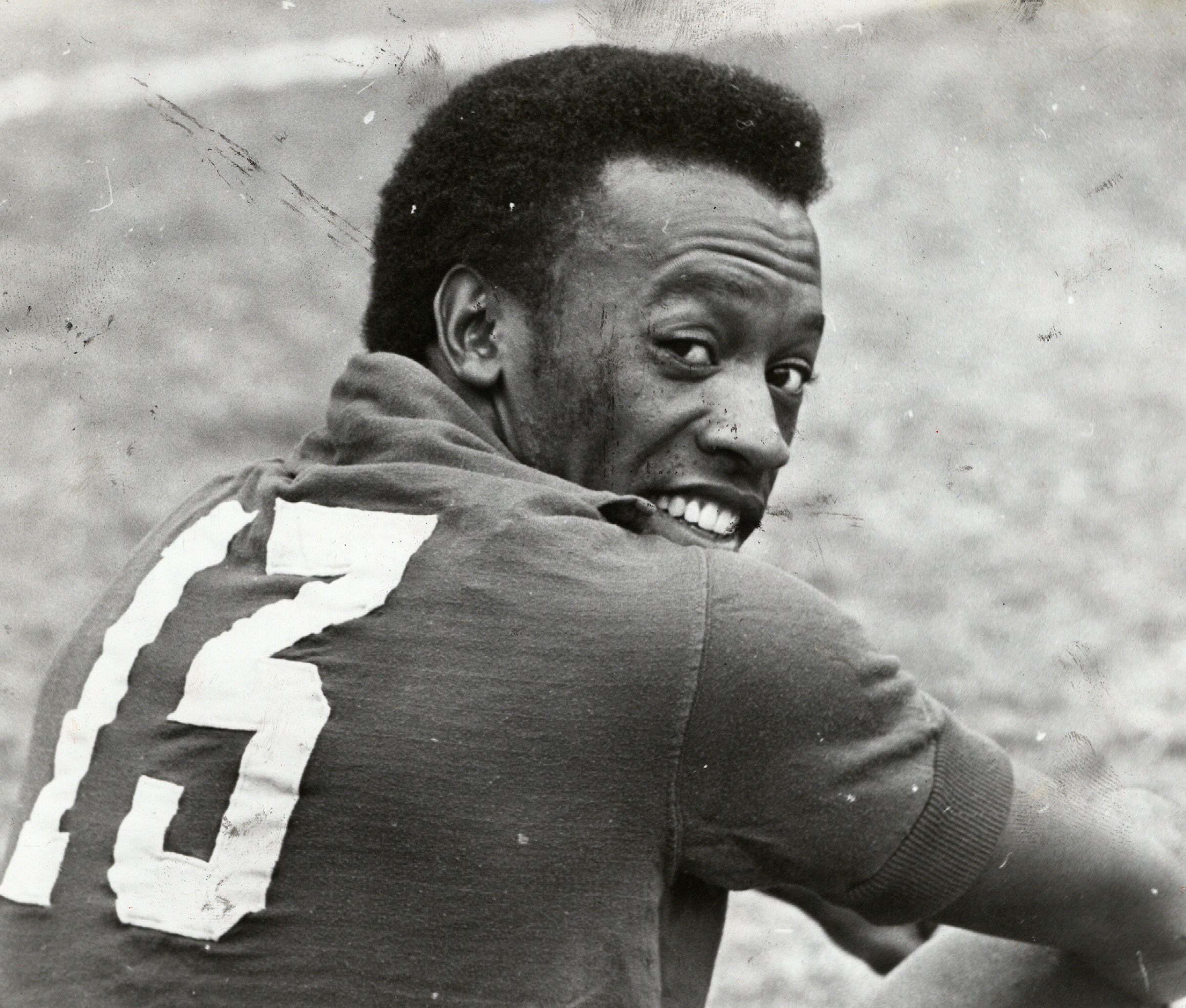
Ivair Ferreira, futebolista brasileiro.

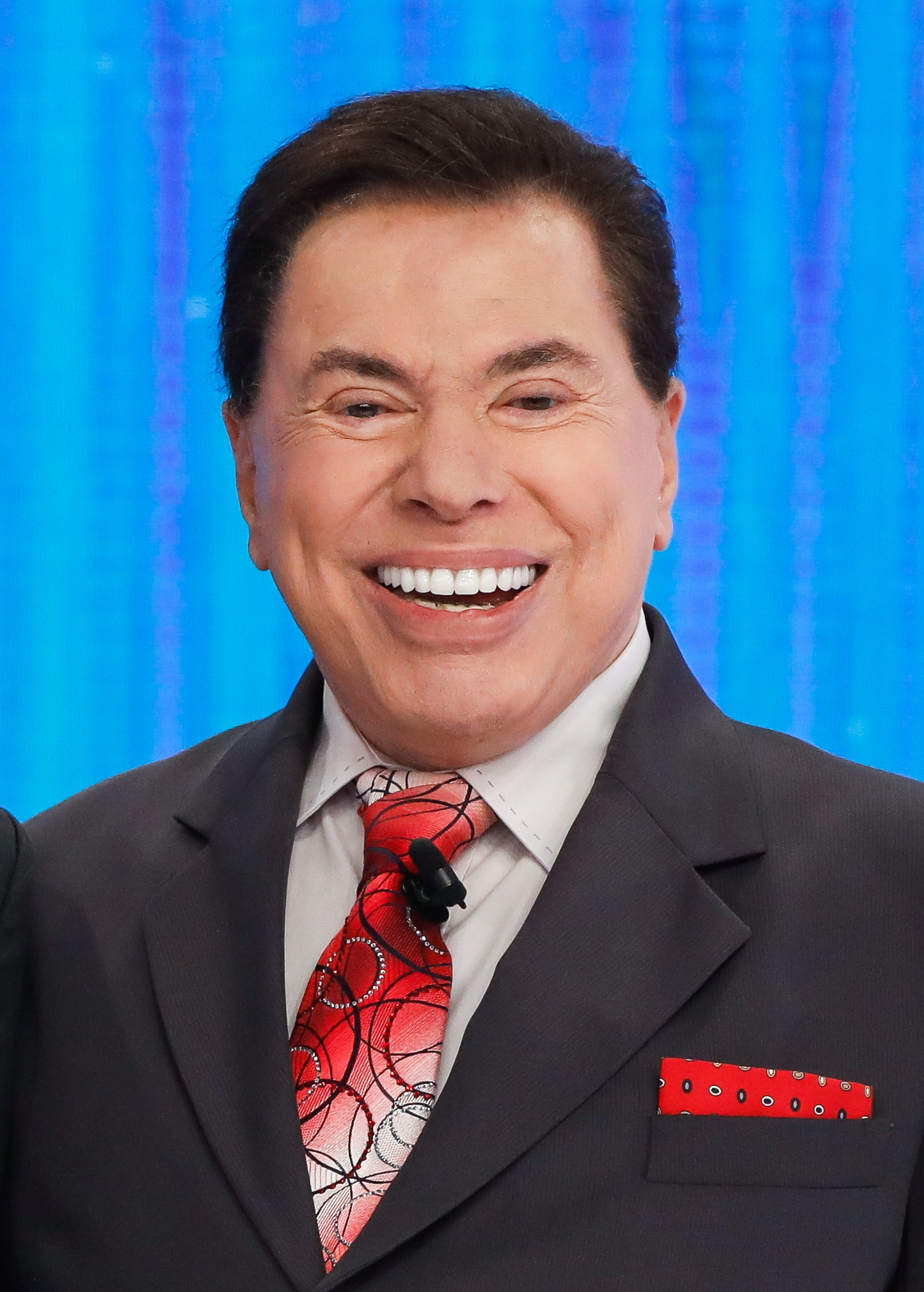
Silvio Santos, apresentador e empresário brasileiro.

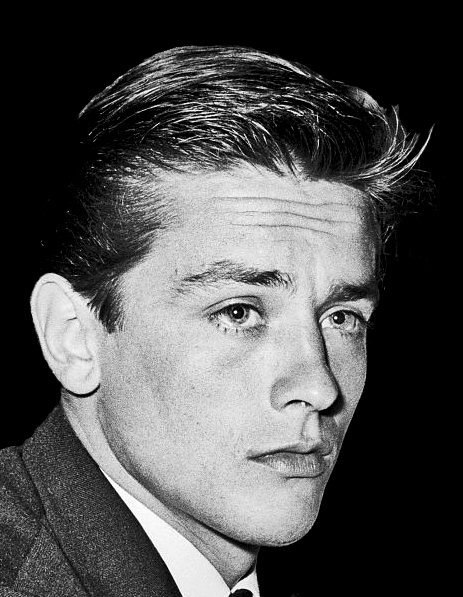
Alain Delon, ator e empresário franco-suíço.

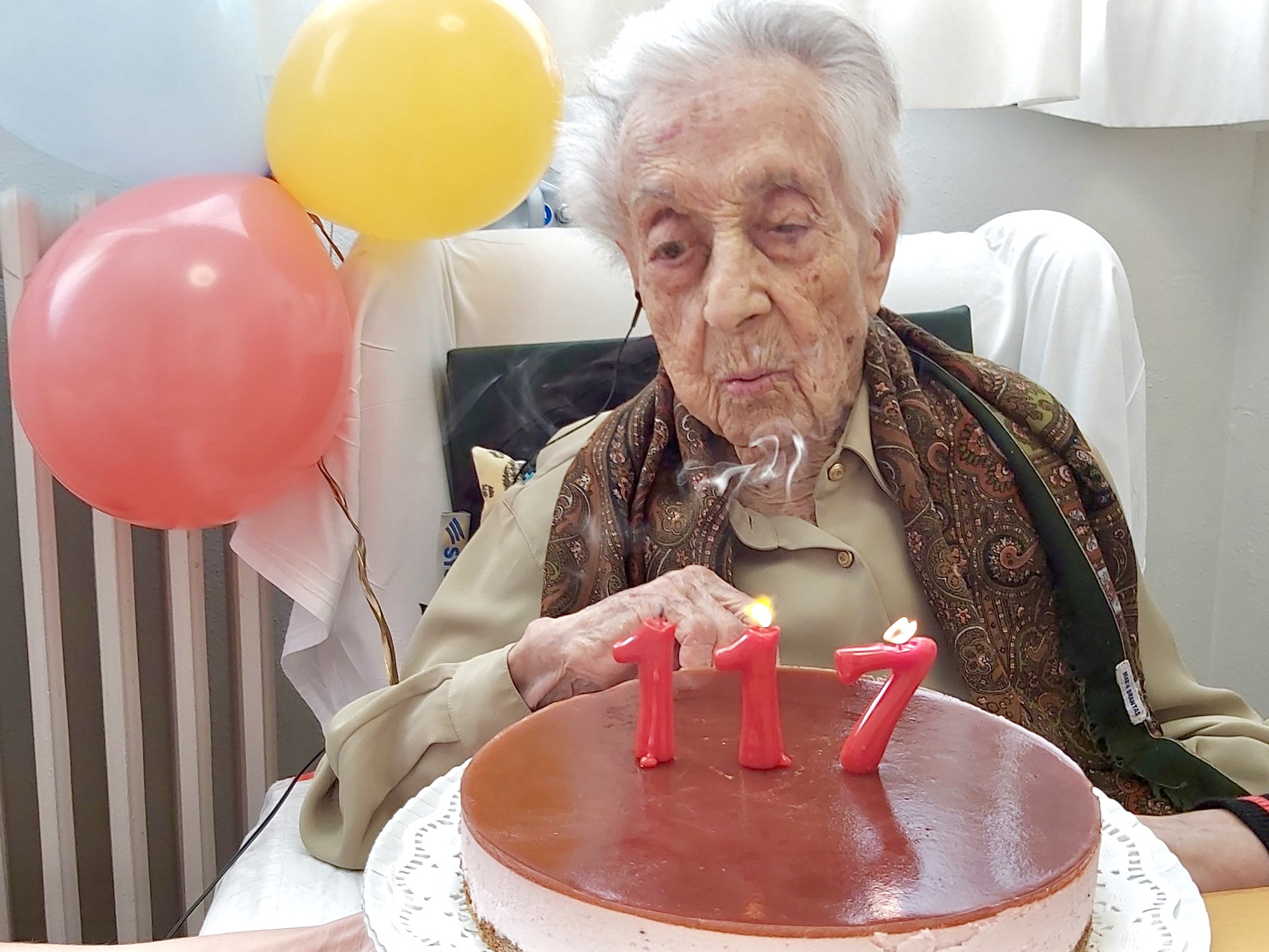
Maria Branyas, supercentenária espanhola.

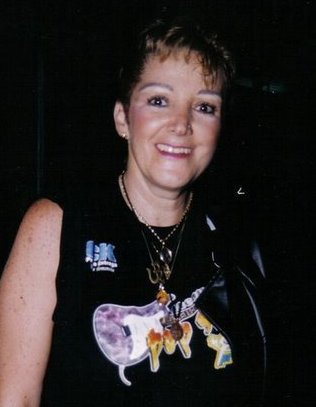
Diana, cantora brasileira.

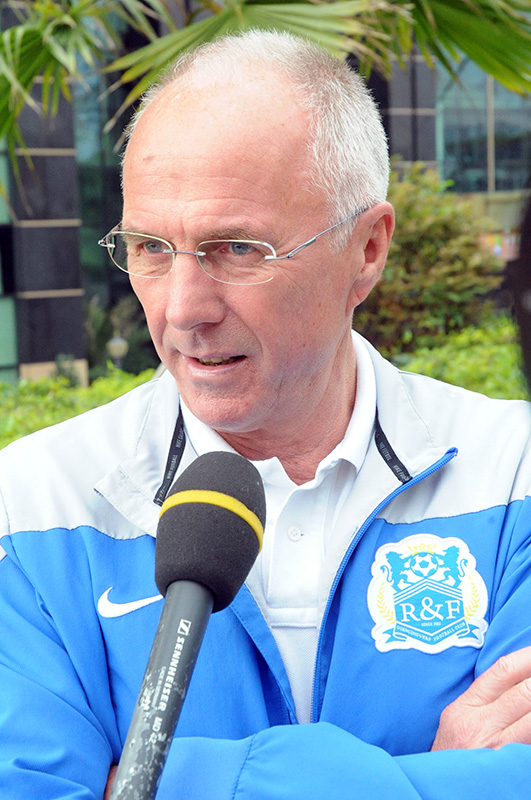
Sven-Göran Eriksson, futebolista e treinador sueco.

Juan Izquierdo, futebolista uruguaio.

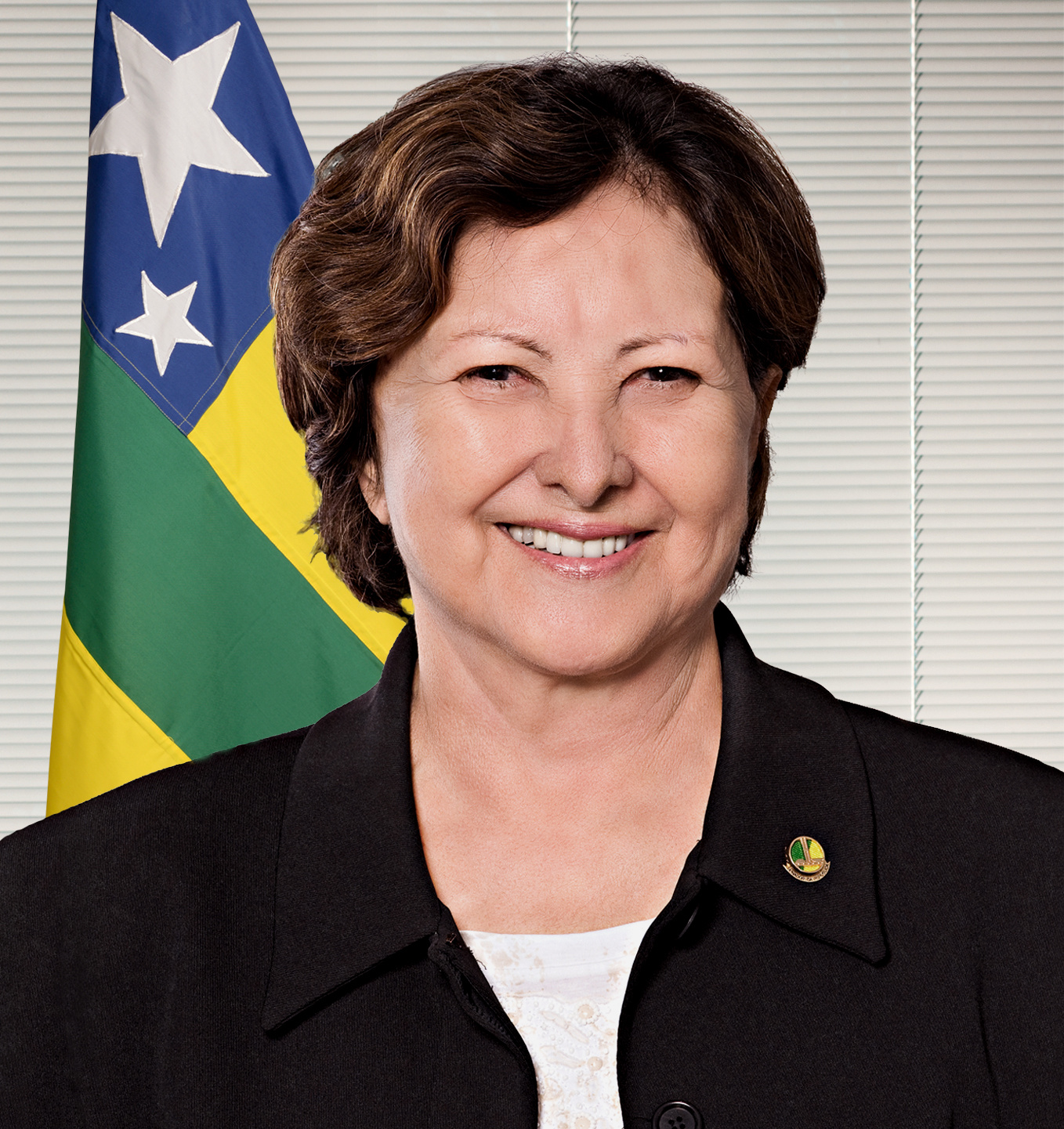
Maria do Carmo Alves, política brasileira.

| Dia | Nome                            | Profissão ou motivo de reconhecimento      | Nacionalidade             | Nasc. | Ref     |
| --- | ------------------------------- | ------------------------------------------ | ------------------------- | ----- | ------- |
| 1   | Craig Shakespeare               | Futebolista e treinador                    | Reino Unido               | 1963  | [ 1 ]   |
| 1   | Dilmo Franco de Campos          | Prelado                                    | Brasil                    | 1972  | [ 2 ]   |
| 1   | Joyce Brabner                   | Escritora                                  | Estados Unidos            | 1952  | [ 3 ]   |
| 1   | Leonard Hayflick                | Professor e médico                         | Estados Unidos            | 1928  | [ 4 ]   |
| 1   | Patty Jo Watson                 | Arqueóloga                                 | Estados Unidos            | 1932  | [ 5 ]   |
| 2   | Tommy Cassidy                   | Futebolista e treinador                    | Reino Unido               | 1950  | [ 6 ]   |
| 3   | Alvin Goldman                   | Professor e filósofo                       | Estados Unidos            | 1938  | [ 7 ]   |
| 3   | Antônio Meneses                 | Violoncelista                              | Brasil                    | 1957  | [ 8 ]   |
| 3   | José Artulino Besen             | Sacerdote e escritor                       | Brasil                    | 1949  | [ 9 ]   |
| 3   | Waldemar Zveiter                | Jurista                                    | Brasil                    | 1932  | [ 10 ]  |
| 4   | Charles Cyphers                 | Ator                                       | Estados Unidos            | 1939  | [ 11 ]  |
| 4   | Duane Thomas                    | Jogador de futebol americano               | Estados Unidos            | 1947  | [ 12 ]  |
| 4   | João Paulo Guerra               | Jornalista                                 | Portugal                  | 1942  | [ 13 ]  |
| 4   | Juan Ramón Martínez             | Futebolista                                | El Salvador               | 1948  | [ 14 ]  |
| 4   | Tsung-Dao Lee                   | Físico                                     | China                     | 1926  | [ 15 ]  |
| 5   | Adílio                          | Futebolista                                | Brasil                    | 1956  | [ 16 ]  |
| 5   | Caçulinha                       | Músico e compositor                        | Brasil                    | 1938  | [ 17 ]  |
| 5   | Oswaldo Dias                    | Político                                   | Brasil                    | 1942  | [ 18 ]  |
| 5   | Sérgio Lopes                    | Futebolista                                | Brasil                    | 1941  | [ 19 ]  |
| 5   | Vyacheslav Nikolayevich Ivanov  | Remador                                    | Rússia/ União Soviética   | 1938  | [ 20 ]  |
| 6   | Jim Kearney                     | Jogador de futebol americano               | Estados Unidos            | 1943  | [ 21 ]  |
| 7   | James Bjorken                   | Físico                                     | Estados Unidos            | 1934  | [ 22 ]  |
| 7   | Jon McBride                     | Astronauta                                 | Estados Unidos            | 1943  | [ 23 ]  |
| 7   | Margaret Ménégoz                | Produtora de cinema                        | Alemanha/ França          | 1941  | [ 24 ]  |
| 8   | Issa Hayatou                    | Dirigente esportivo                        | Camarões                  | 1946  | [ 25 ]  |
| 8   | Jorge Rodríguez                 | Futebolista                                | México                    | 1968  | [ 26 ]  |
| 8   | Małgorzata Ostrowska            | Política                                   | Polónia                   | 1958  | [ 27 ]  |
| 8   | Mário Clemente Neto             | Prelado                                    | Brasil                    | 1940  | [ 28 ]  |
| 9   | James Marcus                    | Ator                                       | Reino Unido               | 1942  | [ 29 ]  |
| 9   | Kevin Sullivan                  | Lutador de wrestling                       | Estados Unidos            | 1949  | [ 30 ]  |
| 9   | Lee Spetner                     | Biofísico                                  | Estados Unidos            | 1927  | [ 31 ]  |
| 9   | Susan Wojcicki                  | Executiva de negócios                      | Estados Unidos            | 1968  | [ 32 ]  |
| 10  | Galina Zybina                   | Atleta                                     | União Soviética/ Rússia   | 1931  | [ 33 ]  |
| 10  | Izabela Katarzyna Mrzygłocka    | Política                                   | Polónia                   | 1959  | [ 34 ]  |
| 10  | K. Natwar Singh                 | Político                                   | Índia                     | 1934  | [ 35 ]  |
| 10  | Peggy Moffitt                   | Atriz e modelo                             | Estados Unidos            | 1940  | [ 36 ]  |
| 10  | Tuíre Kayapó                    | Ativista                                   | Brasil                    | 1970  | [ 37 ]  |
| 11  | Aslambek Aslakhanov             | Político                                   | União Soviética/ Rússia   | 1942  | [ 38 ]  |
| 11  | Daniela Larreal                 | Ciclista                                   | Venezuela                 | 1972  | [ 39 ]  |
| 11  | Noël Treanor                    | Prelado                                    | Irlanda                   | 1950  | [ 40 ]  |
| 12  | Delfim Netto                    | Economista e político                      | Brasil                    | 1928  | [ 41 ]  |
| 12  | Márcio Souza                    | Escritor                                   | Brasil                    | 1946  | [ 42 ]  |
| 12  | Ramiro Blacut                   | Futebolista e treinador                    | Bolívia                   | 1944  | [ 43 ]  |
| 12  | Rui Hülse                       | Engenheiro e político                      | Brasil                    | 1926  | [ 44 ]  |
| 13  | Octávio Florisbal               | Diretor-geral da Rede Globo                | Brasil                    | 1940  | [ 45 ]  |
| 14  | Delbar Nazari                   | Política                                   | Afeganistão               | 1958  | [ 46 ]  |
| 14  | Eugenia Kalnay                  | Meteorologista                             | Argentina                 | 1942  | [ 47 ]  |
| 14  | Gena Rowlands                   | Atriz                                      | Estados Unidos            | 1930  | [ 48 ]  |
| 14  | Hermann Haken                   | Físico                                     | Alemanha                  | 1927  | [ 49 ]  |
| 14  | Soke Kubota Takayuki            | Karateka                                   | Japão/ Estados Unidos     | 1943  | [ 50 ]  |
| 15  | Agnes Katsuko Sasagawa          | Freira                                     | Japão                     | 1931  | [ 51 ]  |
| 15  | Imre Komora                     | Futebolista                                | Hungria                   | 1940  | [ 52 ]  |
| 15  | Ivair Ferreira                  | Futebolista                                | Brasil                    | 1945  | [ 53 ]  |
| 15  | John Woods                      | Lógico e filósofo                          | Canadá                    | 1937  | [ 54 ]  |
| 16  | Álvaro Monjardino               | Advogado e político                        | Portugal                  | 1930  | [ 55 ]  |
| 16  | Domingo Pérez                   | Futebolista                                | Uruguai                   | 1936  | [ 56 ]  |
| 16  | Scott Thorson                   | Cônjuge de Liberace                        | Estados Unidos            | 1956  | [ 57 ]  |
| 16  | Tore Ylwizaker                  | Cantor e compositor                        | Noruega                   | 1979  | [ 58 ]  |
| 17  | Ana Faria                       | Cantora                                    | Portugal                  | 1949  | [ 59 ]  |
| 17  | Helen Fisher                    | Antropóloga                                | Canadá/ Estados Unidos    | 1945  | [ 60 ]  |
| 17  | Ignácio Justo                   | Ilustrador                                 | Brasil                    | 1932  | [ 61 ]  |
| 17  | Pierre Cartier                  | Matemático                                 | França                    | 1932  | [ 62 ]  |
| 17  | Silvio Santos                   | Apresentador de televisão e empresário     | Brasil                    | 1930  | [ 63 ]  |
| 18  | Alain Delon                     | Ator e empresário                          | Suíça / França            | 1935  | [ 64 ]  |
| 18  | Christian Pommerenke            | Matemático                                 | Alemanha                  | 1933  | [ 65 ]  |
| 18  | Diletta D'Andrea                | Atriz                                      | Itália                    | 1942  | [ 66 ]  |
| 18  | Franciszek Smuda                | Futebolista e treinador                    | Polónia                   | 1948  | [ 67 ]  |
| 18  | Phil Donahue                    | Apresentador de televisão                  | Estados Unidos            | 1935  | [ 68 ]  |
| 19  | Maria Branyas                   | Supercentenária                            | Espanha                   | 1907  | [ 69 ]  |
| 19  | Michel Guérard                  | Chef e autor                               | França                    | 1933  | [ 70 ]  |
| 19  | Mike Lynch                      | Empreendedor                               | Reino Unido               | 1965  | [ 71 ]  |
| 20  | Humberto Maschio                | Futebolista e treinador                    | Argentina/ Itália         | 1933  | [ 72 ]  |
| 20  | Ramiro Moliner Inglés           | Prelado                                    | Espanha                   | 1941  | [ 73 ]  |
| 21  | Diana                           | Cantora                                    | Brasil                    | 1948  | [ 74 ]  |
| 21  | Paquito                         | Futebolista e treinador                    | Espanha                   | 1938  | [ 75 ]  |
| 21  | Thelma C. Davidson Adair        | Educadora e líder religiosa                | Estados Unidos            | 1920  | [ 76 ]  |
| 21  | John Amos                       | Ator                                       | Estados Unidos            | 1939  | [ 77 ]  |
| 22  | Grenville Turner                | Físico                                     | Reino Unido               | 1936  | [ 78 ]  |
| 23  | João Paulo Pires de Vasconcelos | Político                                   | Brasil                    | 1932  | [ 79 ]  |
| 23  | Max Klein                       | Físico                                     | Alemanha                  | 1951  | [ 80 ]  |
| 23  | Shlomo Sternberg                | Matemático                                 | Estados Unidos            | 1937  | [ 81 ]  |
| 23  | John Brauman                    | Químico                                    | Estados Unidos            | 1937  | [ 82 ]  |
| 24  | Adalberto Kretzer               | Futebolista                                | Brasil                    | 1948  | [ 83 ]  |
| 24  | Cacalo                          | Advogado, radialista e dirigente esportivo | Brasil                    | 1950  | [ 84 ]  |
| 24  | Christoph Daum                  | Futebolista e treinador                    | Alemanha                  | 1953  | [ 85 ]  |
| 24  | Gegê Beraldo                    | Voleibolista indoor                        | Brasil                    | 1956  | [ 86 ]  |
| 24  | George Rhoden                   | Velocista                                  | Jamaica                   | 1926  | [ 87 ]  |
| 25  | Selim Hoss                      | Político                                   | Líbano                    | 1929  | [ 88 ]  |
| 26  | Roberto Fontes                  | Político                                   | Brasil                    | 1940  | [ 89 ]  |
| 26  | Sid Eudy                        | Lutador                                    | Estados Unidos            | 1960  | [ 90 ]  |
| 26  | Sven-Göran Eriksson             | Futebolista e treinador                    | Suécia                    | 1948  | [ 91 ]  |
| 26  | Eugene Rousseau                 | Saxofonista                                | Estados Unidos            | 1932  | [ 92 ]  |
| 27  | Juan Izquierdo                  | Futebolista                                | Uruguai                   | 1997  | [ 93 ]  |
| 28  | Andreas Dückstein               | Enxadrista                                 | Áustria                   | 1927  | [ 94 ]  |
| 28  | Steve Silberman                 | Jornalista e escritor                      | Estados Unidos            | 1957  | [ 95 ]  |
| 29  | Adolfo Calisto                  | Futebolista                                | Portugal                  | 1944  | [ 96 ]  |
| 29  | Mihaela Peneş                   | Atleta                                     | Roménia                   | 1947  | [ 97 ]  |
| 30  | Janusz Marian Danecki           | Prelado                                    | Polónia/ Brasil           | 1951  | [ 98 ]  |
| 30  | Robertas Žulpa                  | Nadador                                    | Lituânia/ União Soviética | 1960  | [ 99 ]  |
| 30  | Tuheitia Paki                   | Monarca                                    | Nova Zelândia             | 1955  | [ 100 ] |
| 31  | Maria do Carmo Alves            | Política                                   | Brasil                    | 1941  | [ 101 ] |
| 31  | Obi Ndefo                       | Ator                                       | Estados Unidos            | 1973  | [ 102 ] |
| 31  | Souleymane Bamba                | Futebolista                                | Costa do Marfim           | 1985  | [ 103 ] |